# Rhamphomyia stackelbergi
Rhamphomyia stackelbergi är en tvåvingeart som beskrevs av Frey 1950. Rhamphomyia stackelbergi ingår i släktet Rhamphomyia och familjen dansflugor. Inga underarter finns listade i Catalogue of Life.